# Skałka (Beskid Sądecki)
Skałka (1163 m) – szczyt w Beskidzie Sądeckim.

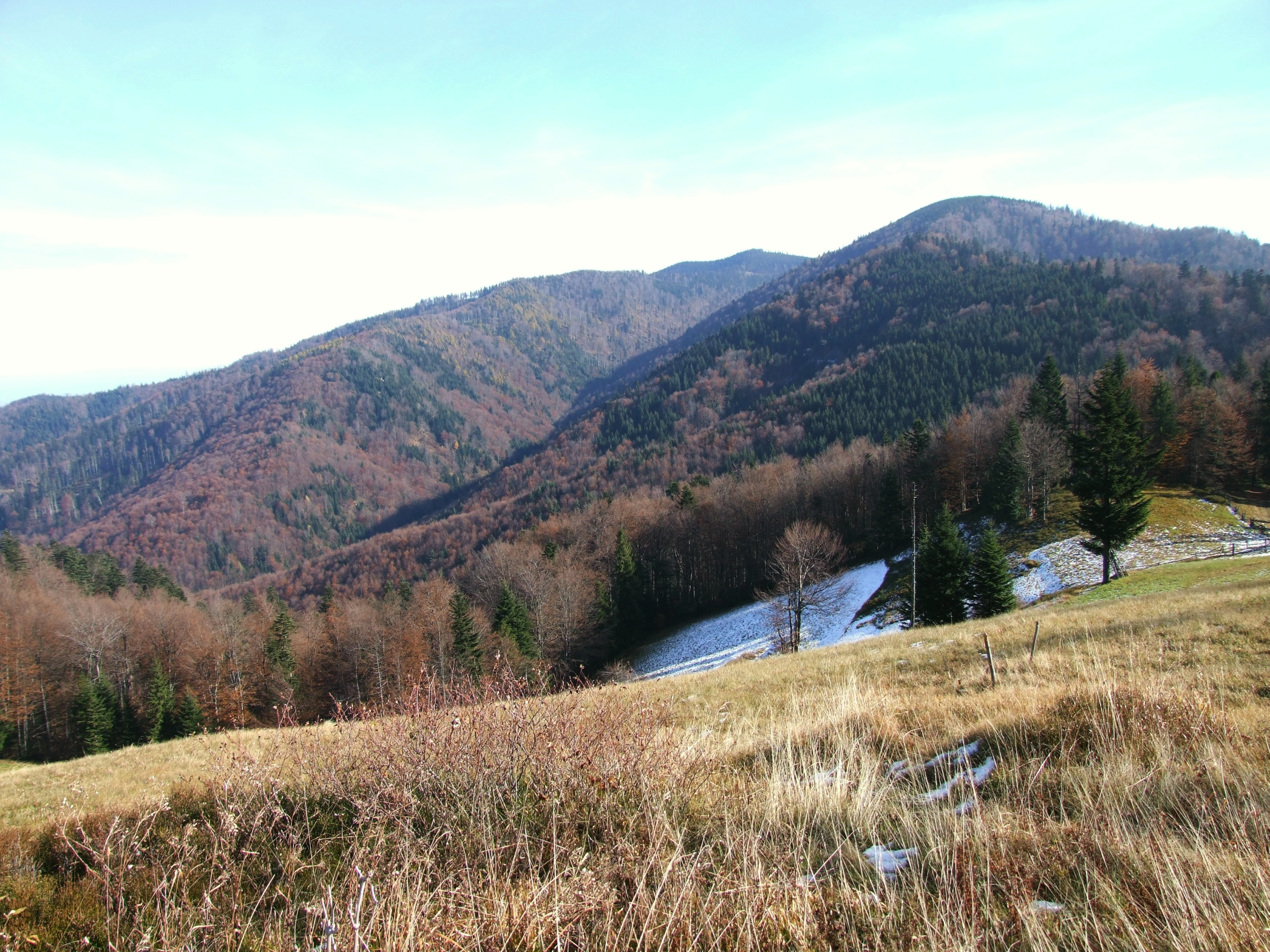
Skałka, Jasiennik i dolina Majdańskiego Potoku. Widok z Herślowej Polany

## Topografia
Masyw Skałki wznosi się w głównym grzbiecie Pasma Radziejowej, pomiędzy Rokitą (898 m) a Prehybą (1175 m). Szczytowe partie stanowi lesisty grzbiet przebiegający równoleżnikowo, kulminujący w czterech wierzchołkach. Mają one wysokość (kolejno z zachodu na wschód): 1137 (niewybitny), 1156, 1163 oraz 1148 m. Z najwyższej kulminacji odbiega w kierunku północnym boczny grzbiet Jasiennika, rozgałęziający się następnie na dwie odnogi: zachodnią ze Spadziami (1058 m n.p.m.) i północną z Będzikówką (972 m). Północne stoki Skałki opadają do doliny Majdańskiego Potoku, natomiast południowe – ku dolinie potoku Sopotnickiego.
Na najwyższym szczycie Skałki graniczą z sobą trzy miejscowości: Szczawnica w powiecie nowotarskim oraz Obidza i Gaboń w powiecie nowosądeckim.

## Historia
Na najwyższym szczycie Skałki i na zboczach znajdują się skałki, z których jedna, zwana Kamieniem św. Kingi, została uznana za pomnik przyrody nieożywionej. Jak informuje postawiona w 2004 r. tablica, według legendy w 1285 r. odpoczywała tu św. Kinga, uciekając przed Tatarami w Pieniny.
Dawniej wzdłuż grzbietu Skałki (tego, którym prowadzi czerwony szlak turystyczny), ciągnęły się na długości ok. 2 km hale pasterskie. Po zaprzestaniu pasterstwa uległy zalesieniu, ostały się tylko ich skrawki. Na halach tych gazdował Tomasz Guszkiewicz „Gruś” (1824–1910), słynny w okolicach baca uznawany przez miejscową ludność za czarownika.

## Szlak turystyczny
Główny Szlak Beskidzki na odcinku Dzwonkówka – Prehyba.